# Otto al III-lea al Sfântului Imperiu Roman
Otto al III-lea (n. 980 d.Hr., Klever Reichswald⁠(d), Renania de Nord-Westfalia, Germania – d. 24 ianuarie 1002, Civita Castellana, Lazio, Regatul Italiei) a fost cel de-al patrulea conducător al Dinastiei Ottoniene, fiul împăratului Otto al II-lea și al soției sale Teofanu, nepoata împăratului bizantin Ioan I Tzimiskes. Otto al III-lea a fost rege romano-german din 983 și împărat al Sfântului Imperiu Roman din 996 până la moarte. 
La vârsta de trei ani Otto al III-lea a fost ales rege romano-german. Până când Otto a atins vârsta majoratului, imperiul a fost guvernat de trei femei: mama sa, împărăteasa Theophanu, bunica sa, Adelaida de Burgundia, și o mătușă, Matilda, persoană foarte cultă și deosebit de deșteaptă, stareță a Mănăstirii Quedlinburg. În timpul domniei sale puterea s-a concentrat în Italia. Domnia lui a fost caracterizată de decizii foarte individuale. Otto și-a instituit propriii candidați împotriva voinței nobilimii din Roma, cu ajutorul confidenților săi, Bruno de Carintia (ca papă Grigore al V-lea) și Gerbert de Aurillac (papa Silvestru al II-lea). În timpul cârmuriii sale, în Polonia a fost înființată o arhiepiscopie care a fost prima organizare bisericească independentă față de imperiu. În 1001 Otto a trebuit să părăsească Roma datorită unei rebeliuni. Moartea sa timpurie a zădărnicit încercarea de recucerire a Romei. Trupul său a fost îngropat în biserica Marienkirche, astăzi Domul din Aachen.
Multă vreme Otto nu a fost considerat un împărat „german”. Bazat pe cercetările istoricului Percy Ernst Schramms, care mai presus de toate a subordonat politica lui Otto al III-lea față de Italia conceptului de Restauratio imperii (Renovatio imperii Romanorum - Restaurarea Imperiului Roman), cercetările recente urmăresc să stabilească în ce măsură perioadei sale de domnie i se pot atribui concepte politice de anvergură. 

## Biografie

### Copilăria
Părinții lui Otto al III-lea au fost împăratul Otto al II-lea și soția sa,  prințesa bizantină Teofanu. Otto s-a născut în anul 980 în timpul unei călătorii de la Aachen la Nijmegen în pădurea Ketil. El a avut trei surori: Adelaida, Sofia și Matilda. 
Fiind cel ce a dat numele „Austria” teritoriului care urma să facă parte din actualul stat cu aceeași denumire, Otto al III-ea a fost o figură deosebită în istoria europeană. Contemporanii săi l-au numit Mirabilia  mundi (Minunea lumii). Se pare că era deosebit de frumos, asemenea unui înger ca înfățișare și ca suflet, cu o strălucire dumnezeiască. Om plin de zel, ducând o viață de ascet, Otto nu s-a căsătorit niciodată și a trăit în singurătate demnă în poziția sa suveran care nu excludea din când în când luxul și fastul regal. Educația primită de Otto a fost complexă, vorbea fluent greaca și latina și compunea versuri cu temă religioasă.

### Începuturi incerte
În iulie 982 armata tatălui său a fost zdrobită de sarazini în bătălia de la Stilo. Împăratul a reușit cu greu să scape. În mai 983 a fost convocată o dietă la Verona unde cea mai importantă decizie a fost alegerea lui Otto al III-lea ca rege romano-german. Aceasta a fost singura alegere a unui rege romano-german desfășurată pe pământ italian.
Otto al III-lea a călătorit în același an peste Alpi pentru a fi încoronat ca rege romano-german în Aachen, locul tradițional de încoronare al dinastiei ottoniene. Ceremonia încoronării care a avut loc de Crăciun în 983, a fost condusă de arhiepiscopii Willigis de Mainz și Ioan de Ravenna. Tatăl său, Otto al II-lea, murise pe 7 decembrie la Roma de malarie. Aflată cu întârziere, vestea morții acestuia a întrerupt sărbătorile dedicate încoronării lui Otto al III-lea ca rege romano-german.
Tânărul rege avea vârsta de 3 ani. Deoarece la acea vreme „regența” nu era o formă cunoscută de guvernare în imperiu, fiind deja bolnav Otto al II-lea a impus alegerea fiului său ca rege romano-german și încoronarea lui astfel încât să fie împiedicată alegerea unui rege din altă familie nobiliară. Totuși Otto al II-lea nu a putut împiedica prin testament preluarea tutelei fiului său minor de către Henric al II-lea al Bavariei.
Moartea lui Otto al II-lea a dus la revolte împotriva conducătorilor ottonieni atât în Italia cât și în estul imperiului. În anul 983  o revoltă a populației slave la est de Elba a anulat succesul acumulat anterior de politica misionară creștină. Această situație nesigură i-a determinat pe mulți episcopi să se împotrivească domniei prelungite a unui minor.

### Lupta pentru moștenirea tronului imperial
Aparținând liniei bavareze a Ottonilor, Henric al II-lea cel Certăreț era cea mai apropiată rudă de sex masculin a lui Otto. La moartea lui Otto al II-lea, Henric se afla închis la Utrecht datorită unor rebeliuni împotriva acestuia. El a fost eliberat de episcopul Folcmar de Utrecht imediat după moartea lui Otto al II-lea. Arhiepiscopul de Köln, Warin l-a încredințat pe tânărul rege lui Henric al II-lea, datorită legăturii de rudenie. Nu a existat nicio opoziție în această privință, deoarece mama lui Otto, Teofanu, bunica Adelaida și mătușa Matilda se aflau în Italia.
Henric dorea să preia cârmuirea mai degrabă decât tutela copilului. O formulare dintr-o scrisoare a lui Gerbert de Aurillac a dus la ideea că Henric trebuie să fi fost coregent, după modelul bizantin. Totuși nu există alte dovezi că ideea de coregență a existat. Henric a încercat să-și atingă scopul prin câștigarea susținerii celor mai importanți nobili din imperiu. Întrucât strădaniile și negocierile sale au eșuat și pentru a evita un conflict militar, Henric l-a redat pe Otto mamei sale, Teofanu pe 29 iunie 984 la Rohr în Turingia. 

### Regența împărăteselor (985–994)
Teofanu a reușit să preia guvernarea în numele fiului ei, în ciuda multor dificultăți întâmpinate. Ea s-a intitulat „Teofanu, împărăteasă din voia lui Dumnezeu”.
Din anul 984 și până la moartea sa timpurie în anul 991, Teofanu a condus guvernarea, timp în care nu au existat conflicte deschise.

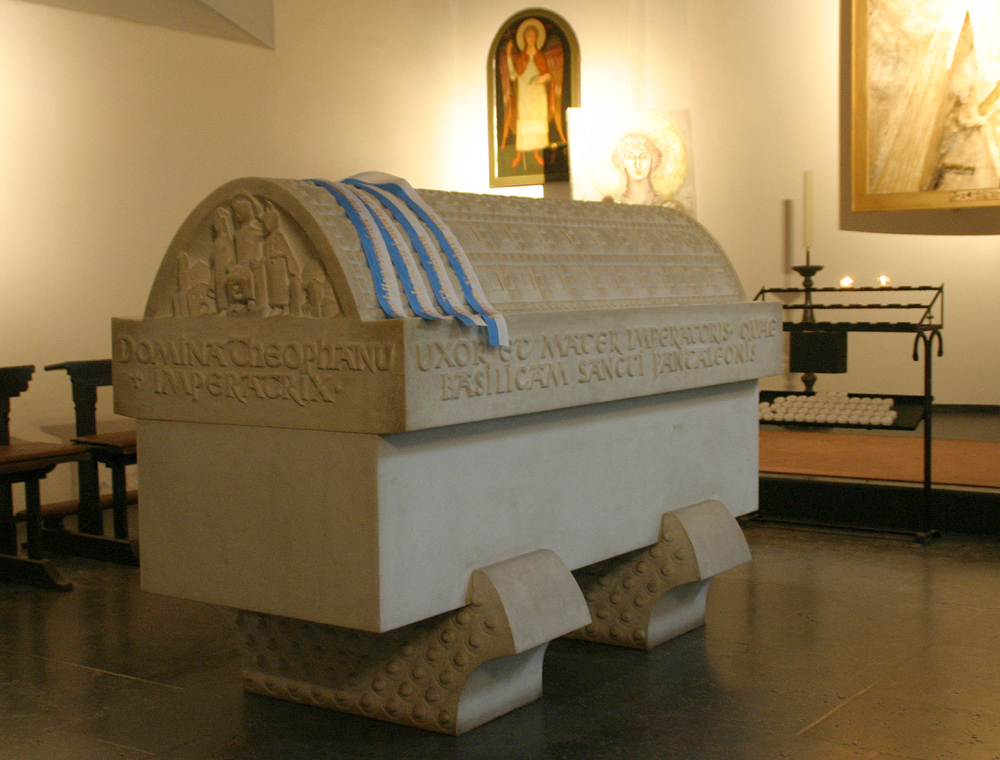
Sarcofagul împărăteasei Teofanu (Biserica Sf. Pantaleon, Köln)

Prin intervenții constante cancelarul episcop Hildebold de Worms și capelanul Willigis de Mainz au devenit „coregenți” ai împărătesei.
În anii 985–987 armatele saxone au dus campanii împotriva populației slave de pe Elba. În timpul incursiunii din anul 986 împotriva slavilor, Otto, în vârstă de șase ani, a participat pentru prima dată la o campanie militară. În septembrie 991 Otto a participat la o nouă campanie împotriva slavilor, în Brandenburg, urmată de o alta în anul 992 în același teritoriu.
În anul 989 Teofanu a întreprins o călătorie în Italia fără fiul ei pentru comemorarea morții soțului ei. Ea a predat administrația centrală confidentului ei Ioan Philagathos (devenit mai târziu antipapă) care a primit funcția de Arhiepiscop de Piacenza. În Italia Teofanu a emis câteva documente în nume propriu, într-unul chiar dând numelui ei forma masculină „Theophanis gratia divina imperator augustus”. La un an de la întoarcerea ei din Italia, Teofanu a murit pe 15 iunie 991 în prezența fiului ei la Nijmegen fiind înmormântată în Mănăstirea Sfântul Pantaleon din Köln. Nu se știe care au fost ultimele sfaturi sau instrucțiuni pe care le-a dat fiului ei. Mai târziu regele nu a cruțat nicio cheltuială pentru mântuirea sufletului mamei sale. În documente Otto o pomenește ca „iubita mamă”, făcând donații generoase mănăstirii din Köln unde fusese înmormântată.
Pentru câțiva ani regența a fost preluată de Adelaida, bunica lui Otto, sprijinită de mătușa Matilda, stareță în Quedlinburg. Sub conducerea lor moneda ottoniană a atins apogeul, însă ele nu au reușit să pună în practică politica Teofanei.

### Începutul domniei
Trecerea la guvernarea independentă nu a avut loc printr-un act demonstrativ sau la o dată anume, ci prin renunțarea treptată la regența bunicii Adelaida. În cercetare există opinia larg răspândită că Otto al III-lea a primit puterea deplină de a guverna la o dietă în Sohlingen în septembrie 994, într-un ritual simbolic numit Schwertleite (similar celui de ridicare la rangul de cavaler). Sursele istorice nu conțin referiri la un act care ar fi marcat sfârșitul regenței și începutul guvernării independente. Un document din 6 iulie 994 prin care Otto a dăruit domeniul Eschwege surorii sale, Sofia, a fost interpretat de istoricul Johannes Laudage ca începutul guvernării sale independente. Totuși Otto certificase multe donații – inclusiv pentru Sofia – pe când era încă minor.
Otto a luat primele decizii independente încă din anul 994 când l-a numit cancelar al Italiei pe confidentul său Heribert de Köln, o funcție care anterior fusese rezervată doar italienilor. În același an Otto a dat capelanului său  Gebhard funcția de episcop de Regensburg înlocuindu-l pe cel ce fusese ales, clericul Tagino.
În vara anului 995 Otto a ținut o dietă la Quedlinburg și din august până în octombrie a continuat campaniile militare împotriva slavilor de la nord de Elba, care au avut loc aproape anual începând de la revolta slavă din 983. După întoarcerea sa, pe 6 decembrie 995 la Frankfurt a acordat Episcopiei de Meissen privilegii înmulțind astfel veniturile episcopiei care proveneau din zeciuială.
În septembrie 995 Otto i-a trimis pe arhiepiscopul Ioan Philagathos și episcopul Bernward de Würzburg în Bizanț pentru negocieri în vederea unei căsătorii care s-au încheiat cu succes puțin timp înainte de moartea sa. Nu se știe care prințesă îi fusese promisă.

### Otto al III-lea împărat

#### Prima incursiune în Italia
Ajutorul cerut de papa Ioan al XV-lea împotriva lui Crescentius, prefectul Romei care-l forțase să părăsească orașul, dar și dorința de a fi încoronat împărat la Roma, l-au determinat pe Otto să întreprindă o incursiune în Italia. În martie 996 Otto a plecat din Regensburg spre Italia. La Verona l-a botezat pe Ottone Orseolo (doge între 1009 și 1026), fiul dogelui venețian Pietro al II-lea Orseolo, continând buna relație tradițională dintre ottoni și dogi.

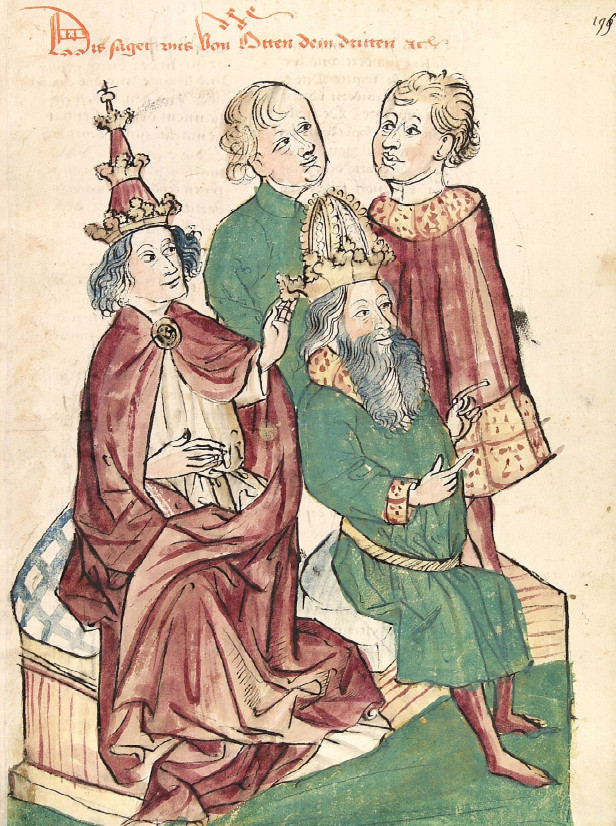
Otto al III-lea uns ca împărat de papa Grigore al V-lea (desen, atelierul lui Diebold Lauber, c. 1450)

La Pavia trimișii papali au discutat cu Otto succesiunea papei Ioan al XV-lea care murise între timp. Pe când încă se afla în Ravenna, el l-a nominalizat ca succesor al papei pe Bruno de Carintia, vărul său și capelanul curții sale, fiul ducelui Otto de Carintia. În vârstă de douăzecișișase de ani, tânărul cu o reputație nepătată a fost primul și singurul austriac care a devenit papă sub numele Grigore al V-lea. La doar o zi după sosirea sa la Roma, Otto a fost primit cu onoruri de senatul și nobilimea orașului, iar pe 21 mai 996 a fost încoronat împărat de noul papă, vărul său.
Prin această decizie Otto al III-lea l-a depășit pe bunicul său Otto I: el nu s-a mai limitat la acceptarea unui papă ales ci și-a impus propriul candidat. Acesta însă nu a mai avut niciun sprijin la Roma și era dependent de susținerea împăratului. Încă din timpul lui Otto I au existat conflicte constante între papii loiali împăratului și candidații aparținând nobilimii romane.
Sărbătorile încoronării care au durat câteva zile au fost urmate de un sinod în care s-a demonstrat colaborarea strânsă dintre împărat și noul papă. Cu această ocazie Otto al III-lea a venit în contact cu doi oameni importanți care urmau să aibă o influență puternică asupra vieții sale: Gerbert de Aurillac, arhiepiscopul de Reims, și Adalbert de Praga, un reprezentant al mișcării ascetice eremite. Câteva luni mai târziu Gerbert a primit invitația de a intra în serviciul împăratului. El urma să-l învețe pe Otto subtilitatea grecească (subtilitas) în locul rusticității (rusticitas) saxone. 
Otto al III-lea a condamnat  prefectul Romei, Crescentius, la exil, dar l-a grațiat datorită papei Grigore al V-lea. Prin aceasta Otto s-a străduit să păstreze blândețea specifică dinastiei ottoniene în exercitarea puterii .
După încoronare Otto s-a întors în imperiu în iunie 996. Din decembrie 996 până în aprilie 997 el s-a aflat mai ales în Aachen.

#### A doua incursiune în Italia
La doar câteva luni după grațierea sa, în septembrie 996 Crescentius l-a alungat pe papa Grigore al V-lea din Roma și a instalat ca antipapă pe Ioan Philagathos, arhiepiscopul de Piacenza și fost confident al Teofanei. Înainte să intervină, Otto al III-lea a acordat prioritate securizării graniței Saxoniei printr-o campanie militară împotriva slavilor de pe Elba în vara anului 997.
În decembrie 997 Otto a început o a doua incursiune în Italia. În timpul acestei campanii Otto i-a încredințat mătușii sale, stareța Matilda de Quedlinburg, reprezentarea sa în imperiu, funcție ocupată anterior doar de duci și arhiepiscopi.
Când Otto s-a întors la Roma în februarie 998, romanii au ajuns la o înțelegere amiabilă cu el și i-au permis să intre în oraș. În acest timp Crescentius, prefectul orașului, se afla în Cetatea Sant'Angelo, iar antipapa Ioan Philagathos se refugiase într-un turn fortificat înafara Romei. Antipapa a fost capturat și mutilat facial de câțiva soldați ottonieni. În cele din urmă sinodul l-a demis. 
Crescentius a fost prins după un asediu intens al cetății în care se afla și a fost decapitat. Cadavrul a fost aruncat de pe crenelurile cetății, apoi a fost spânzurat de picioare pe Monte Mario împreună cu doisprezece însoțitori ai săi care fuseseră executați.
Contemporanii au criticat acțiunile crude ale împăratului și ale papei. După ce antipapa Ioan Philagathos a fost mutilat, bătrânul stareț Nilus de Rossano a mers la Roma pentru a-l aduce la mănăstire, dar papa Grigore al V-lea și Otto al III-lea nu au fost de acord. Se spune că Nilus l-a amenințat pe împărat cu pedeapsa veșnică de la Dumnezeu și a părăsit Roma. Crescentius beneficiase deja o dată de clemență. Potrivit „regulilor jocului de gestionare a conflictelor medievale” partea care încălca un acord de pace trebuia să ia în considerare o severitate deosebită.
Un document emis de Otto la 28 aprilie 998, emis pentru Abația Einsiedeln a avut atașat pentru prima dată o bulă de plumb cu deviza Renovatio imperii Romanorum („Reînnoirea Imperiului Roman”). Noua deviză a apărut continuu pe actele imperiale până în momentul întoarcerii lui Otto al III-lea de la Gniezno fiind înlocuită în ianuarie 1001 cu formularea Aurea Roma („Roma de aur”).

#### Șederea în Italia (997–999)
În perioada de ședere în Italia, împăratul și papa au încercat să reformeze lumea ecleziastică. De asemena, proprietățile bisericești înstrăinate urmau să fie restituite instituțiilor spirituale. De exemplu contele Benedict de Sabina, înrudit cu Crescentius, a fost forțat să redea abației Farfa bunurile pe care le acaparase.
La începutul anului 999 Otto a făcut un pelerinaj de penitență la Benevento, pe Monte Gargano, pe care se spune că sihastrul Romuald il impusese ca ispășire pentru pedepsirea lui Crescentius și a lui Ioan Philagathos. În acest timp Otto a aflat că Grigore al V-lea murise la Roma după o scurtă boală.
Otto împreună cu confidentul său Gerbert de Aurillac au stabilit un alt papă „non-roman”: Silvestru al II-lea. Împăratul a fost activ și în alte decizii privind orașul Roma numind confidenți apropiați lui în episcopii importante. De asemenea, după moartea lui Evergert, episcopul de Köln, locul acestuia a fost ocupat de Heribert, cancelarul lui Otto, în care avea mare încredere. 

#### Pelerinajul la Gniezno

Sfântul Imperiu Roman în jurul anului 1000.

În februarie/martie 1000 Otto a făcut un pelerinaj de la Roma la Gniezno în principal din motive religioase.
Otto a mers desculț la mormântul lui Adalbert de Praga, episcopul care fusese ucis în 997 ca misionar creștin în Prusia. Orașul Gniezno a primit statutul de arhiepiscopie, fiind astfel înființată organizarea bisericească independentă în Polonia. Provinciei ecleziastice nou înființate Gniezno i s-a atribuit episcopia existentă a Cracoviei și noile episcopii de Kolberg și Breslau. Stăpânirea lui Boleslav I al Poloniei a primit astfel independență ecleziastică. 
Boleslav i-a oferit împăratului o mare escortă pe drumul de întoarcere în imperiu, însoțindu-l el însuși prin Magdeburg până la Aachen.

#### Întoarcerea la Roma
În imperiu nu au existat conflicte majore în ciuda absenței îndelungate a lui Otto. Șederea sa în partea de nord a imperiului durase câteva luni. În Aachen, locul pe care l-a iubit cel mai mult înafară de Roma, a dăruit mai multor biserici moaște ale lui Adalbert de Praga. Otto a pus să fie deschis și mormântul lui Carol cel Mare. Contemporanii au criticat această acțiune ca fiind un grav sacrilegiu pentru care Dumnezeu l-a pedepsit pe împărat cu o moarte timpurie. Istoricul Knut Görich a interpretat acțiunile lui Otto ca pregătire pentru canonizarea lui Carol cel Mare, iar Ernst-Dieter Hehl a văzut în această acțiune o pregătire a unui plan de canonizare și de înființare a unei dieceze în Aachen.
În vara anului 1000 Otto a plecat din nou la Roma. În acest timp disputa de la Gandersheim dintre episcopii Willigis de Mainz și Bernward a izbucnit din nou cu prilejul sfințirii bisericii când trebuia decis care dintre cei doi episcopi urma să fie responsabil pentru Gandersheim. Episcopul Bernward a plecat la Roma pentru a-și susține dorința în fața lui Otto și obține confirmarea unui sinod roman. Ca urmare a călătoriei lui Bernward, două sinoade s-au întrunit aproape simultan pentru aceeași problemă: unul regional la Gandersheim și unul general la Roma prezidat de împărat și de papă. Nici sinodul ulterior din Pöhlde nu a reușit să rezolve disputa. Mai târziu mai multe sinoade în timpul împăraților Henric al II-lea și Conrad al II-lea, s-au ocupat de a aceeași problemă înainte de a fi rezolvată în sfârșit în 1030.
Otto a rămas în Italia pentru o jumătate de an fără ca vreun eveniment notabil să aibe loc. La începutul anului 1001 locuitorii din Tivoli s-au răzvrătit împotriva stăpânirii imperiale. Otto a asediat Tivoli, dar conform scrierii lui Thangmar (Vita Bernwardi), supunerea locuitorilor s-ar fi datorat de fapt elevului său, episcopul Bernward. În aceeași lună în care s-a încheiat asediul orașului Tivoli, a apărut un act juridic neobișnuit: eliberarea unui certificat imperial de donație în favoarea papei Silvestru. În acest act erau criticate fără milă politicile foștilor papi care își pierduseră propriile bunuri din nepăsare sau incompetență și încercaseră ilegal să-și însușească drepturi și obligații imperiale. Prin acest act Otto urmărea menținerea autorității imperiale. Pretențiile teritoriale ale bisericii romane bazate pe „Donația lui Constantin”  și chiar donația în sine și reproducerea acesteia de cronicarul Ioan Diaconus, au fost considerate „false”. În schimb Otto a dăruit papalității opt comitate din Pentapolis prin autoritatea sa imperială.
În săptămânile următoare a avut loc o revoltă a cetățenilor Romei care dezaprobau îngăduința cu care fuseseră tratați locuitorii din Tivoli. Revolta a fost rezolvată pe cale pașnică în câteva zile de negocieri. Thangmar, decanul catedralei din Hildesheim, în reproducerea celebrului discurs al lui Otto către romani în contextul negocierilor de pace, a subliniat preferința acestuia pentru Roma și neglijarea legăturilor sale cu saxonii. În ciuda gesturilor făcute pentru restabilirea păcii, neîncrederea cetățenilor romani a persistat. Consilierii l-au îndemnat pe împărat să se retragă și să aștepte întăriri militare în afara Romei.

### Sfârșitul vieții
Ca urmare Otto al III-lea și papa Silvestru al II-lea s-au îndepărtat de Roma. În anii care au urmat, Otto a convenit înființarea unei provincii ecleziastice în Ungaria având ca centru Arhiepiscopia de Esztergom și s-a asigurat că noul arhiepiscop Askericus îl va încorona ca rege pe Ștefan I al Ungariei. Otto a întărit relațiile de prietenie cu Pietro al II-lea Orseolo, dogele Veneției, ai cărui copii îi botezase în 996 și respectiv în 1001.

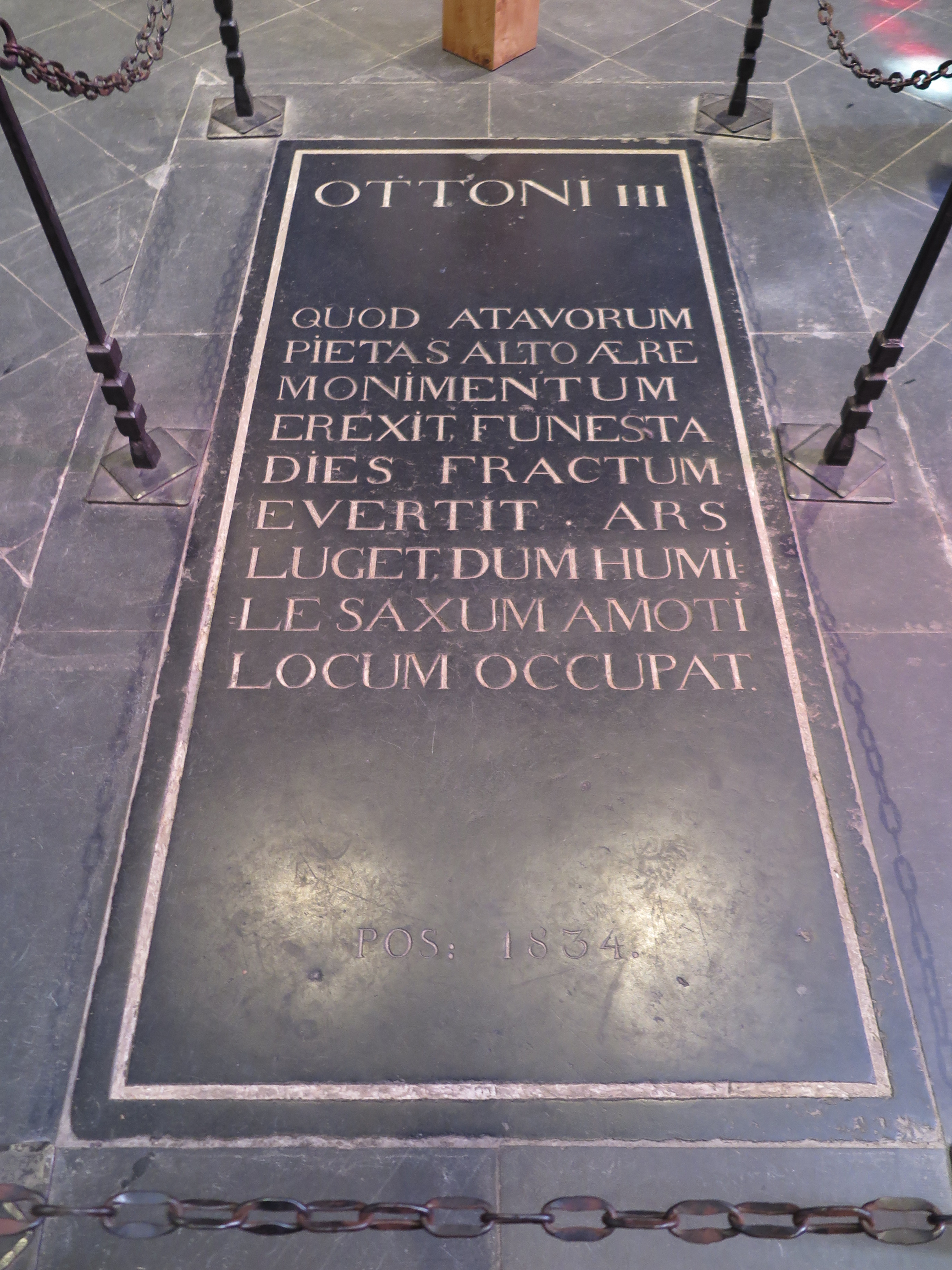
Mormântul împăratului Otto al III-lea (Catedrala din Aachen)

Izvoare hagiografice ca „Viața lui Romuald” de Petru Damiani și „Viața celor cinci frați” de Bruno de Querfurt, au descris imaginea unui monarh sfâșiat mental care l-a vizitat pe pustnicul Romuald în timpul Postului Mare din 1001 în scop penitent. Aceste mărturii culminează cu promisiunea lui Otto de a lăsa cârmuirea cuiva mai bun și de a se călugări la Ierusalim. El plănuise însă corectarea „erorilor” guvernului său în următorii trei ani, fără a le specifica. În comparație cu alți conducători din Evul Mediu timpuriu, mulțimea informațiilor provenind din surse istorice legate de realizările ascetice și înclinațiile sale monahale, este unică.
Spre sfârșitul anului 1001 Otto se apropia de Roma însoțit de contingentele militare ale unor episcopi imperiali, sosite în Italia după multe ezitări. Deodată Otto a început să aibă atacuri foarte puternice de febră. El a murit în Castelul Paterno, nu departe de Roma, pe 23 sau 24 ianuarie 1002.
Inițial moartea împăratului a fost rămas secretă. Armata imperială s-a retras apoi din Italia, urmând a fi îndeplinită vointa lui Otto de a fi îngropat la Aachen. Când cortegiul funerar a plecat de la Paterno în februarie 1002, potrivit cronicarului Thietmar de Merseburg, ducele Henric a primit cortegiul funerar în Polling. În discuțiile cu episcopii și nobilii care însoțeau cortegiul, el le-a cerut insistent să-l aleagă rege făcându-le promisiuni. Pentru a-și justifica pretenția la tronul regal, el s-a înscenat ca succesor legitim care avea grijă de mântuirea sufletului predecesorului său. Henric a ordonat ca măruntaiele împăratului să fie îngropate în capela Sfântul Ulrich din Afrakirche în Augsburg. Pentru mesa ținută în memoria sa, Otto al III-lea făcuse însă deja cu daruri generoase. Niciunul din cei care au făcut parte din cortegiul funerar nu l-a susținut pe Henric ca succesor al lui Otto cu excepția episcopului de Augsburg. Totuși motivele lor nu sunt cunoscute în detaliu.
La înmormântarea lui Otto, care a avut loc de Paște în 1002 în Aachen, Henric a fost din nou respins considerat din diferite motive ca fiind nepotrivit pentru tronul regal. Pe 15 februarie 1002 un oponent al lui Otto a fost repede ales rege al Italiei. Henric al II-lea a reușit să ocupe tronul imperial doar după îndelungate negocieri.